# Spermophilus xanthoprymnus
Spermophilus xanthoprymnus is een zoogdier uit de familie van de eekhoorns (Sciuridae). De wetenschappelijke naam van de soort werd voor het eerst geldig gepubliceerd door Bennett in 1835.